# Nicolas Puzos
Nicolas Puzos (1686-1753) est un obstétricien français, l’un des plus célèbres du XVIIIe siècle et le premier à avoir été chargé de faire des cours d’accouchements pour les sages-femmes dans les écoles de chirurgie.

## Biographie
Né à Paris, il est le fils du chirurgien-major d'une compagnie de mousquetaires. Son père le destine à la chirurgie, mais en lui faisant faire d'abord des études de philosophie à l'Université de Paris.
De 1703 à 1709, il fait son apprentissage de chirurgien dans les hôpitaux militaires, comme aide-major dans l'armée française, il est reçu maitre-chirurgien en 1707.  Il participe aux batailles de Höchstadt, de Ramillies, d'Audenarde et de Malplaquet. 
Son père était lié d'amitié avec Julien Clément, chirurgien accoucheur de la Cour de France, ce qui favorise l'orientation de Puzos vers l'art des accouchements. Auprès de Clément, il apprend la théorie, et grâce à lui il peut pratiquer des accouchements dans les faubourgs de Paris et les villages voisins. Ayant acquis de l'expérience auprès des pauvres, il acquiert la confiance de plusieurs femmes de haute noblesse.
En 1731, il est membre-fondateur de l'Académie Royale de Chirurgie. En 1741, il est nommé par le roi Louis XV vice-directeur, puis directeur de cette institution en 1745, jusqu'en 1751 où il reçoit alors ses titres de noblesse.
En 1792, cet anoblissement sera critiqué en alexandrins par Jean-François Sacombe dans sa Luciniade en ces termes « Élève de Clément, Puzos eut la faiblesse / De briguer à la Cour des titres de noblesse ».
Déjà malade d'une « espèce d'asthme », il meurt le 7 juin 1753.
Selon Nicolas Éloy, qui se base sur l'Éloge de Puzos prononcé à sa mort à l'Académie de Chirurgie, Nicolas Puzos était, malgré sa santé parfois délicate, très actif et travailleur, dur avec lui-même et complaisant avec les autres. Il ne se permettait ni repos, ni distraction. Il n'hésitait pas,  non seulement à soigner gratuitement les pauvres, mais aussi à leur servir de « trésorier ».

## Travaux
Puzos est notamment cité pour son opinion selon laquelle les patientes accouchant devaient être saignées.
On lui accorde cependant le mérite d'avoir préconisé la rupture des membranes par dilacération au doigt dans le traitement des hémorragies graves du placenta praevia, méthode historique longtemps connue sous le nom de « manœuvre de Puzos ». Cette méthode a été finalement remplacée par l'usage courant de la césarienne.
Il décrit les moyens de protection manuelle du périnée au cours de l'accouchement, les bassins rétrécis, et les infections péri-utérines.
Il conseille de saisir un seul pied lors d'une version podalique, et met en garde contre les dangers de vouloir hâter la délivrance sans raison particulière. 
Morisot-Deslandes, régent de la Faculté de médecine de Paris, publia à titre posthume les notes de Puzos, sous le titre de Traité des accouchemens contenant des Observations importantes sur la pratique de cet Art ; deux petits Traités, l'un sur quelques maladies de la matrice, & l'autre sur les maladies des enfants du premier âge ; quatre Mémoires, dont le premier a pour objet les pertes de sang dans les femmes, & les trois autres sur les dépôts laiteux. Desaint & Saillant, P. Al. Le Prieur, Paris, 1759, in-4.
Cette publication est conçue à l’initiative de la famille de l’auteur, qui charge Morisot-Deslandes de mettre en ordre et de corriger les cahiers de travail manuscrits afin de les publier. Outre les deux traités et les quatre mémoires cités sur le titre, l’édition comprend en plus une dissertation de Morisot-Deslandes sur les accouchements, un éloge de Nicolas Puzos par Morand et la traduction d’une dissertation latine de M. Crantz, médecin allemand, sur la rupture de la Matrice.

## Publications
- Mémoires sur les pertes de sang et lait, ou dépôts laiteux : précédés d'une notice sur ce célèbre accoucheur, Paris, Boiste et Crouillebois, 1801, 2e éd., 141 p. (lire en ligne).